# Hyposmocoma oculifera
Hyposmocoma oculifera là một loài bướm đêm thuộc họ Cosmopterigidae. Nó là loài đặc hữu của Kauai.